# Fernando Dose
Fernando Dose (Pedro Juan Caballero, 16 luglio 1994) è un cestista paraguaiano.

## Carriera
Con il Paraguay ha disputato i Campionati americani del 2013.